# Brama piekielna
Brama piekielna – formacja skalna złożona z piaskowców triasowych, jest to pomnik przyrody nieożywionej wpisany do rejestru w 1952. Znajduje się wewnątrz Suchedniowsko-Oblęgorskiego Parku Krajobrazowego na terenie Gminy Bliżyn na północny wschód od leśnego rezerwatu Dalejów, w odległości ok. 2 km od Piekła Dalejowskiego. Brama Piekielna znajduje się w rejestrze Wojewódzkiego Konserwatora Przyrody i znajduje na  zielonym szlaku turystycznym z Bliżyna do Zagnańska oraz na trasie  Piekielnego Szlaku.
Istnieje kilka hipotez powstania formacji, jedna z nich mówi, że powstały ręką człowieka, druga że powstała poprzez działanie lodowca, który przeszedł przez Góry Świętokrzyskie.

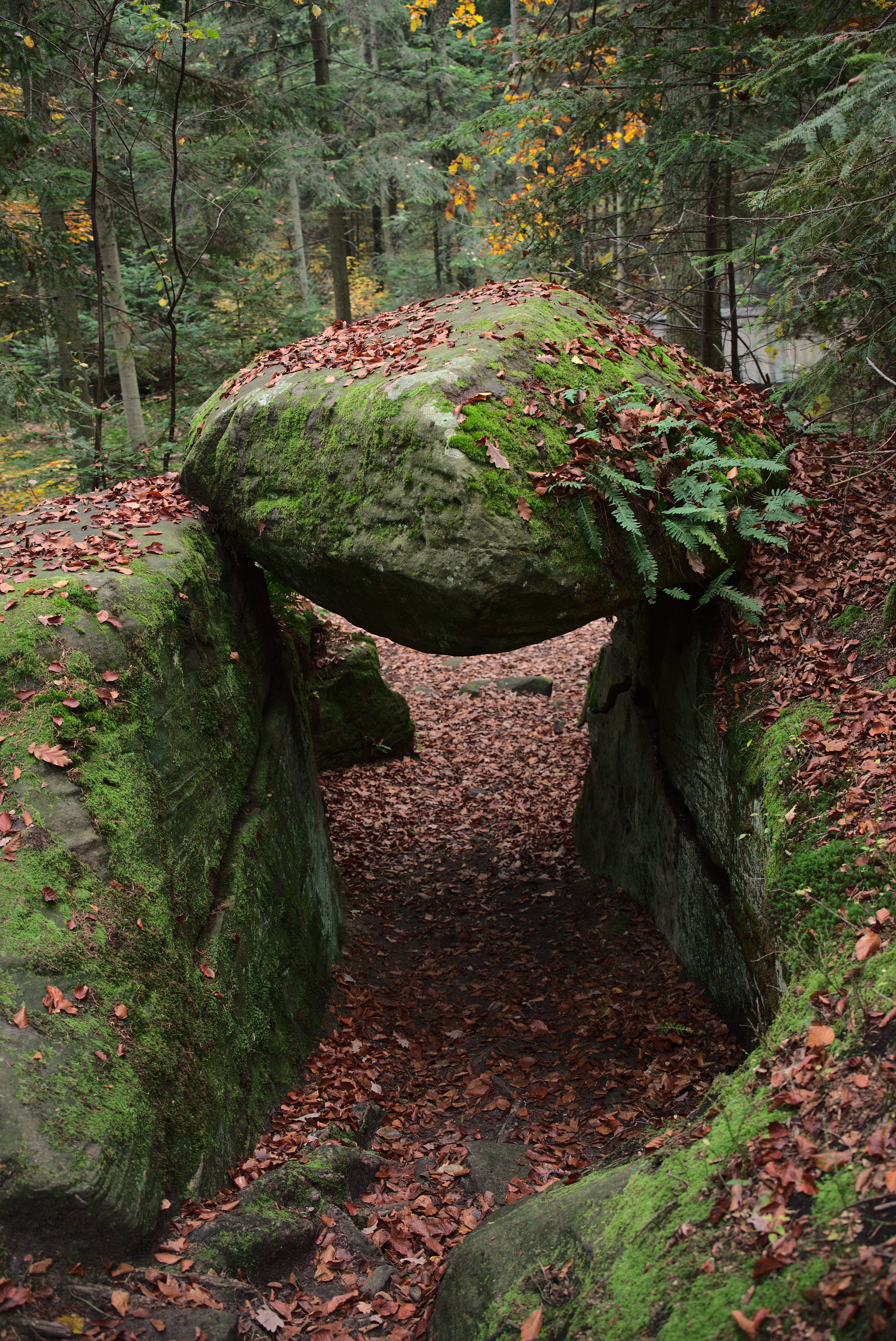
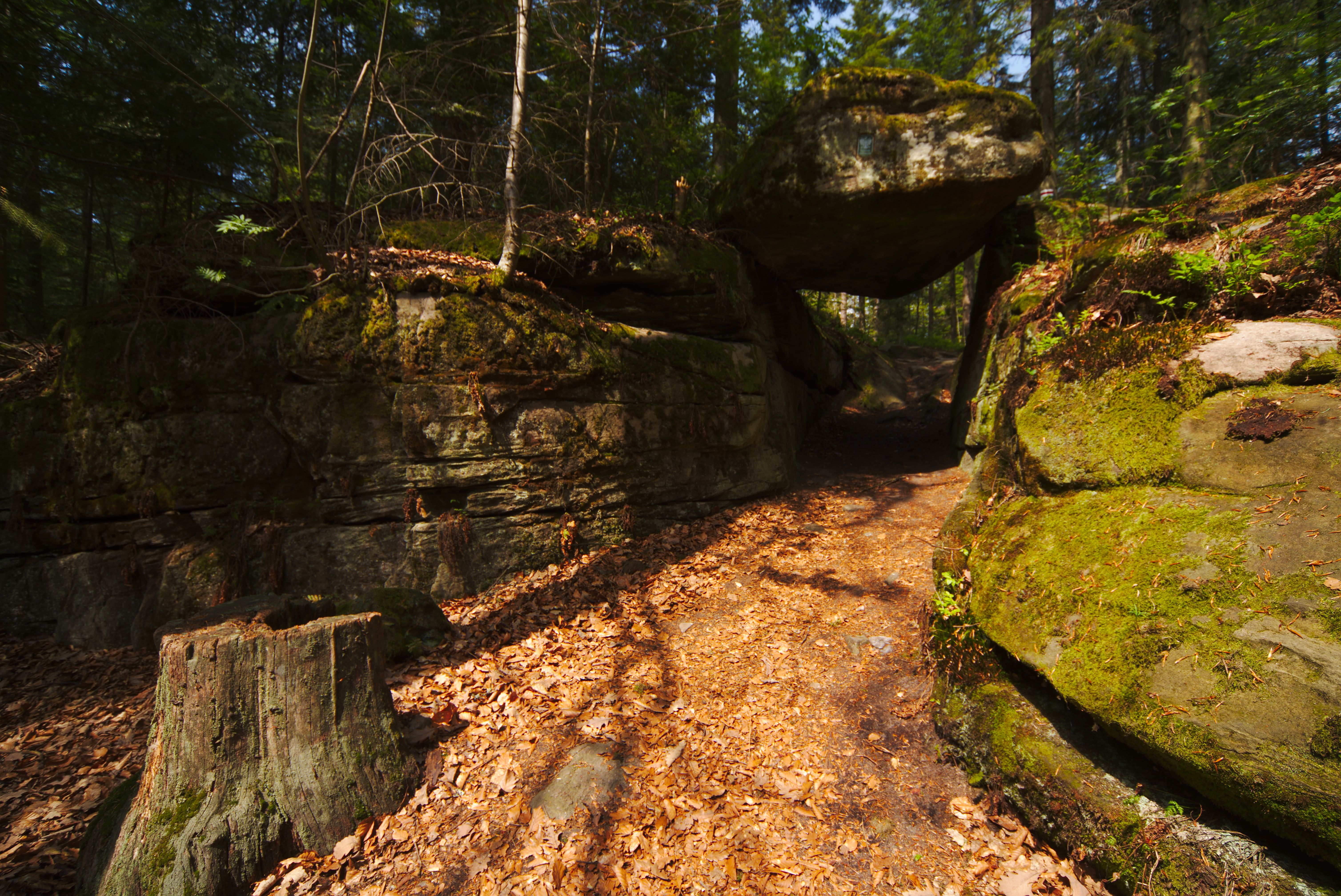
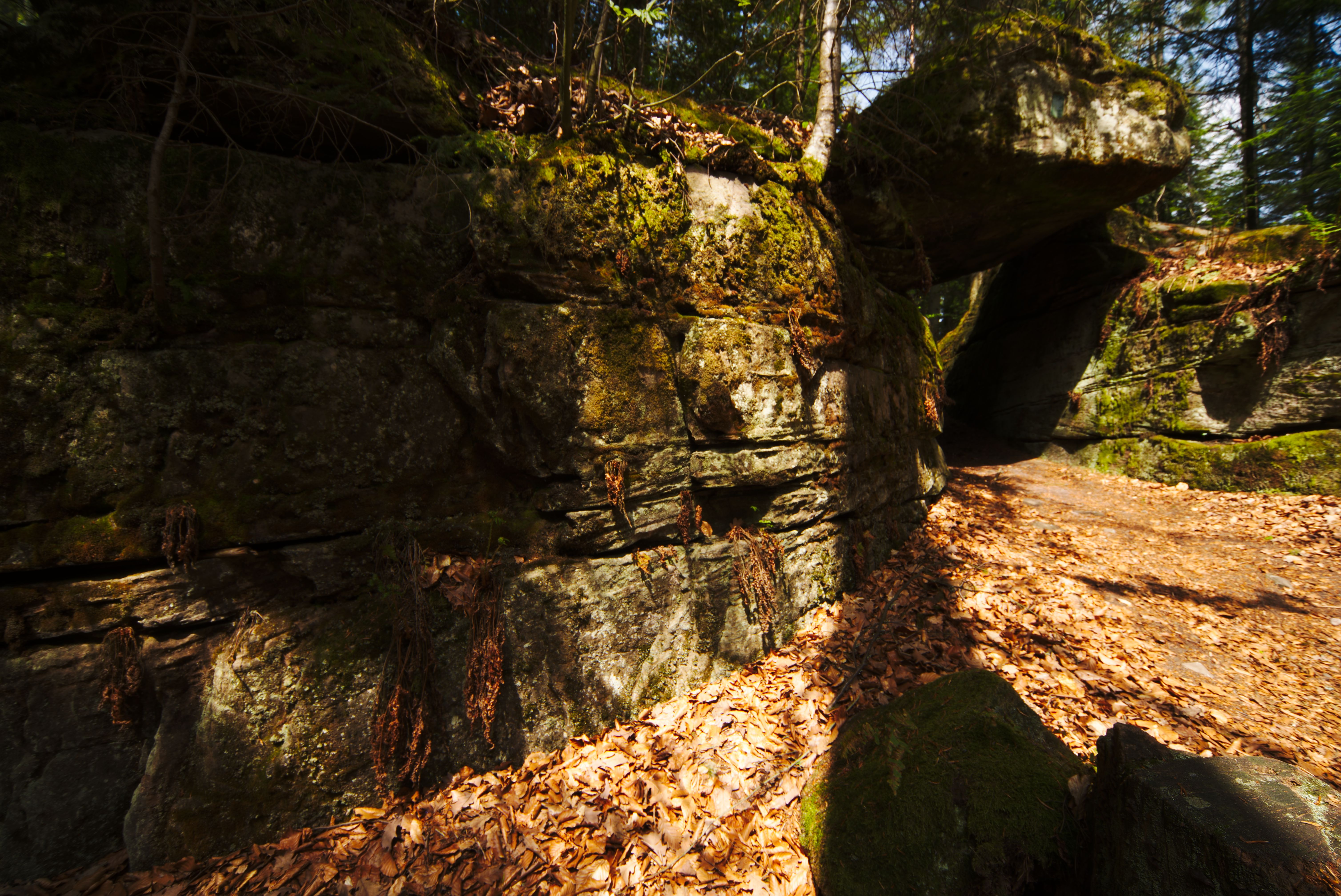
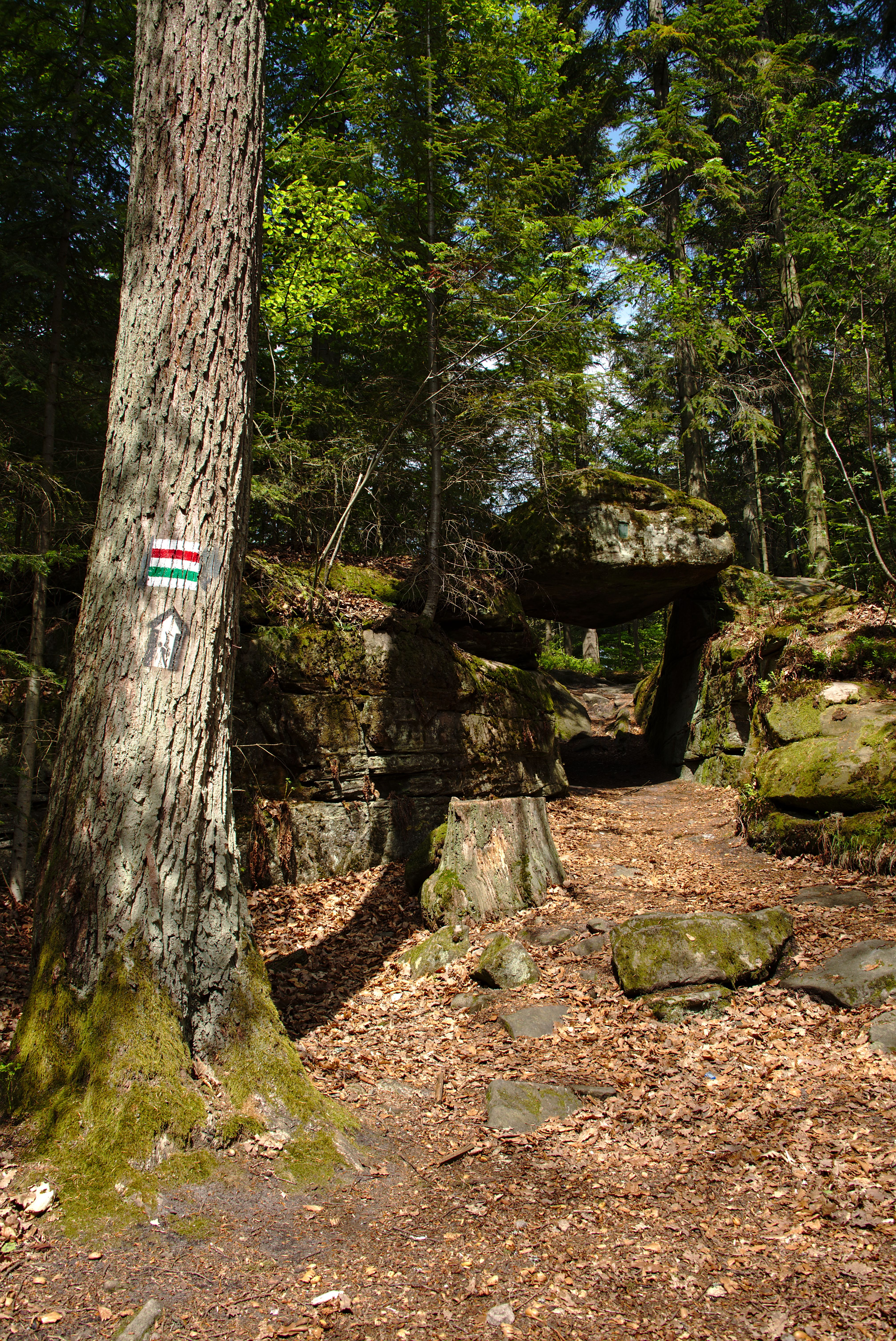
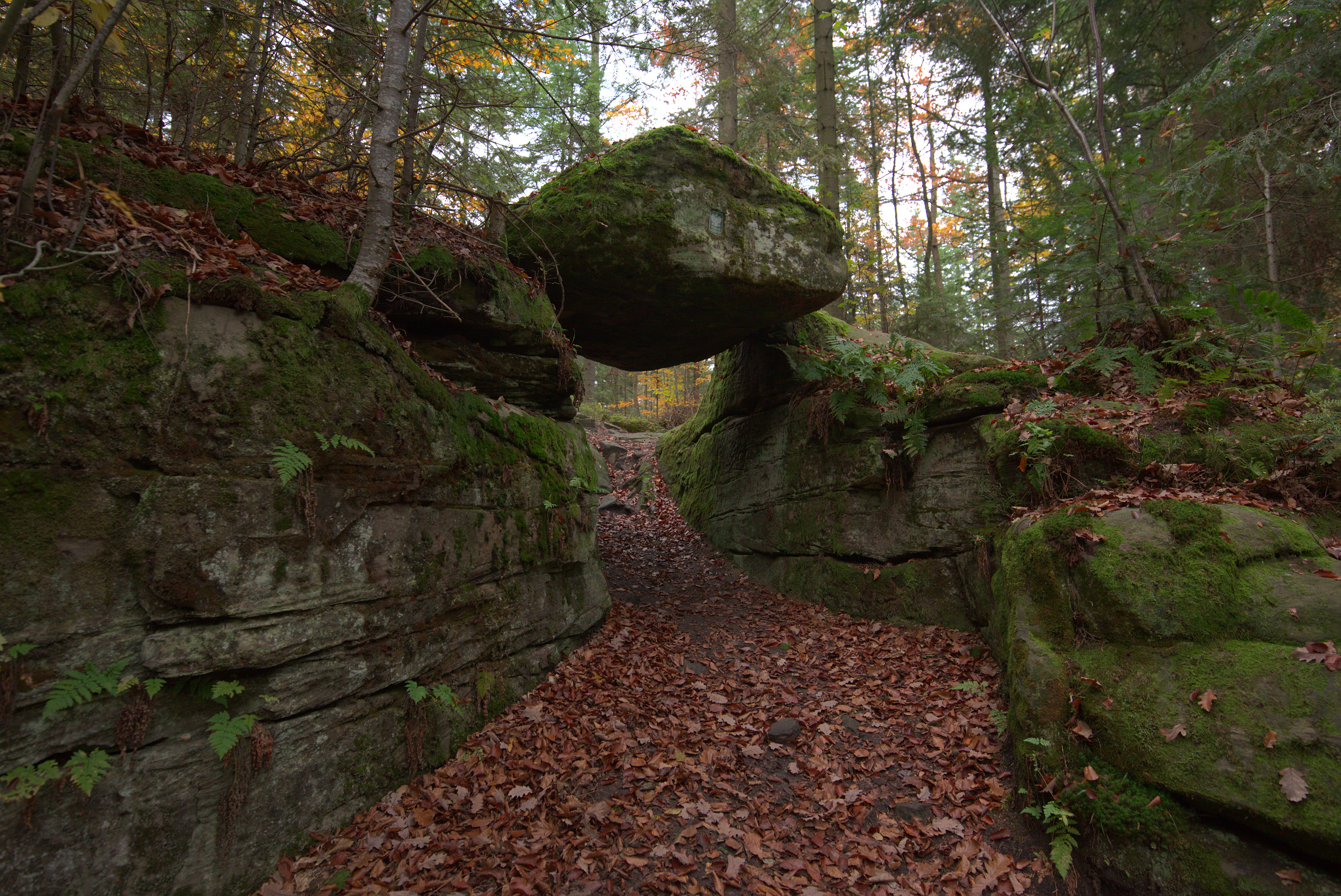